# Histiocitosis
El término histiocitosis se refiere a la proliferación de células relacionadas con el sistema macrófago-monocito, es decir, las células presentadoras de antígenos (APC), como las células de Langerhans, ubicadas en piel y pulmones.

## Controversia en el nombre
No es en realidad un nombre muy apropiado, puesto que histo es la partícula etimológica que significa tejido. Histiocito, significa, pues célula del tejido. Esa descripción es cierta, no obstante para toda célula que forma parte de un tejido, y no es exclusiva a los macrófagos.
El término histiocitosis se ha englobado únicamente para referirse a las neoplasias malignas de estas estirpes celulares, y con frecuencia se presta poca atención al hecho de que estas proliferaciones pueden ser reactivas.

## Clasificación
Existen varios sistemas de clasificación para las histiocitosis. De acuerdo a la clasificación de 1999 propuesta por la OMS, éstas pueden ser divididas en tres categorías Sin embargo, las clasificaciones en ICD10 y MeSH son levemente diferentes, como se muestra abajo:
| Name                                    | WHO | ICD10 | MeSH                                   |
| Histiocitosis de Langerhans (LCH)       | I   | D76.0 | Histiocitosis de células de Langerhans |
| Xantugranoloma Juvenil (JXG)            | II  | D76.3 | Histiocitosis de células no-Langerhans |
| Linfohistiocitosis hemofagocítica (HLH) | II  | D76.1 | Histiocitosis de células no-Langerhans |
| Enfermedad de Niemann-Pick              | II  | E75.2 | Histiocitosis de células no-Langerhans |
| Síndrome de histiocitosis azul marino   | II  | -     | Histiocitosis de células no-Langerhans |
| Leucemia aguda monocítica               | III | C93.0 | Histiocitosis malignas                 |
| Histiocitosis maligna                   | III | C96.1 | Histiocitosis malignas                 |
| Enfermedad de Erdheim-Chester           | II  | C96.1 | Histiocitosis malignas                 |

## Fisiopatología
Los macrófagos son células cuya función es doble, la de ser células de presentación antigénica hacia los linfocitos T, y también se especializan en la fagocitosis de restos celulares, células infectadas por virus y células cancerosas que han sido activadas para entrar en apoptosis, o suicidio celular programado.

## Etiología

### Histiocitosis secundarias a procesos infecciosos
Las infecciones por organismos intrafagosómicos requieren de la dupla linfocitos T CD4 inflamatorios (TH1) y macrófagos, que serán
activados por los primeros. Al activarse, los linfocitos le devuelven al macrófago la capacidad de fusionar sus lisosomas con la vesícula fagosómica. Infecciones por este tipo de agentes, en grandes cantidades, suelen hacer proliferar mucho a los macrófagos, y dar el aspecto de una histiocitosis. Entre ellos:
1. TBC y micobacterias
2. Toxoplasma gondii
3. Histoplasma y otras micosis profundas

### Histiocitosis secundarios a defectos decitotoxicidadhereditarios
Las células citotóxicas emplean varias vías para activar la apoptosis en las células blanco:
1. Sistema FAS/ ligando de FAS /

El contacto entre la célula citotóxica y la diana trimeriza al FAS, una proteína de membrana en la célula diana. El FAS trimerizado activa a las caspasas intracelulares, unas proteínas que se encargan de degradar el citoesqueleto y de activar enzimas que se especializan en degradar el DNA en el interior de la célula.
1. Las células citotóxicas emplean proteínas que generan poros en la célula diana y dentro de los poros depositan enzimas activadoras de caspasas. Las primeras se conocen como perforinas y las segundas como granzimas.

Cuando existe un defecto para ejercer la citotoxicidad, la infección por virus no puede ser contenida. Las células infectadas mandan continuamente citocinas activadoras. Los macrófagos se vuelven hiperactivos ante este estímulo, lo cual tiene dos consecuencias:
1. Los macrófagos se vuelven hiperactivos y fagocitan casi todo, inclusive células normales, produciendo un síndrome hemofagocítico, que puede inclusive ser una causa de pancitopenia.
2. Los macrófagos proliferan y pueden dar un cuadro de histiocitosis reactiva

## Neoplasias

### Histiocitosis de células de Langerhans
Son neoplasias primarias de células dendríticas epidérmicas presentadoras de antígenos. Pueden tener varias formas clínicas, sin embargo el diagnóstico de certeza se realiza demostrando en las células neoplásicas, la presencia de proteínas específicas de este linaje como S-100 y CD.
Ultraestructuralmente pueden demostrarse gránulos de Birbeck, que corresponden al sitio donde las células dendríticas lisan los antígenos para exponer los fragmentos nativos, es un órgano de aspecto raquetoide.
Existen muchas antiguas clasificaciones, actualmente se reconocen tres formas de HCL:
| Clasificación anterior     | Clasificación actual   |
| -------------------------- | ---------------------- |
| 1. Granuloma Eosinófilo    | HCL Crónica Focal      |
| 2. Hand-Schuller-Christian | HCL Crónica diseminada |
| 3. Letterer-Siwe           | HCL Aguda Diseminada   |

- Granuloma Eosinófilo: Suele aparecer como una lesión periósea única, o bien como una lesión pulmonar única. Su tratamiento consiste en escisión local y goza de muy buen pronóstico.
- Enfermedad de Hand-Schüller-Christian: presenta infiltración histiocítica a hipotálamo con diabetes insípida, exoftalmos y lesiones líticas en cráneo.
- Enfermedad de Letterer-Siwe: Presenta una infiltración intensa de médula ósea, hígado y bazo, con una pancitopenia y visceromegalias masivas. Suele presentar más en niños y tener un mal pronóstico. 
  - morfología celular con núcleos como granos de café en tejido
  - en frotis de sangre: núcleos con estriaciones longitudinales
  - el diagnóstico de certeza, el marcaje para la proteína S-100

### Histiocitosis maligna verdadera
Representa un híbrido entre las neoplasias puras de macrófagos y las de células dendríticas epidérmicas. Las células clásicamente tienen una morfología fusiforme, de aspecto fibroblástico. Tiñen tanto con CD68 (marcador para macrófagos) como con S-100.

### Sarcoma de células dendríticas interdigitantes
Representa una proliferación de Células de Noosal, la cual es una proliferación maligna de células de Noosal, que son células especializadas en la presentación de péptidos procesados a los linfocitos B activados, en el fenómeno de hipermutación somática, el cual es una estrategia para generar un embone más estrecho en las inmunoglobulinas generadas.
Su presentación clínica es como una linfonodomegalia única.

### Histiocitosis sinusoidal (de Rosai y Dorfman)
Representa una proliferación benigna de macrófagos en sinusoides y senos subcapsulares del linfonodo. Tienen tinción positiva tanto para S-100 como para CD 68. Es un proceso reactivo que se autolimita.

### Neoplasias malignas de macrófagos
Su presentación clínica es la de una pancitopenia. Los macrófagos malignos, enloquecidos, fagocitan indiscriminadamente. Se produce un síndrome hemofagocítico y consecuente pancitopenia.

## Filogenia
Se piensa que existe una célula primordial de la cual derivan tres células relacionadas, ya que en estado adulto suelen tener funciones parecidas. Estas son:
- Macrófago - se especializa en fagocitar restos de otras células y en presentar antígenos extraños a la célula T.
- Célula dendrítica presentadora de antígenos epidérmica (cel. de Langerhans)

Una célula de Langerhans es uno de varios tipos de células presentadoras de antígenos en el cuerpo. Su función es la de la protección de la piel y de las vías respiratorias superiores, pues hace saber a las demás células del cuerpo que una sustancia extraña ha ingresado.
- Osteoclastos. Son células especializadas en reabsorber hueso. Normalmente el hueso se está remodelando para soportar mejor las cargas a las que está sometida. Para ello necesita de un balance entre células que formen hueso y células que destruyan hueso.

## Tratamiento
En general, el manejo de las histiocitosis es de tipo quimioterapéutico, usándose principalmente:
- Vinblastina
- Etoposido
- Cladribina